# شهرستان چئونگدو
شهرستان چئونگدو (به لاتین: Cheongdo County) یک منطقهٔ مسکونی در کره جنوبی است که در جئونسانگبوک-دو واقع شده‌است. شهرستان چئونگدو ۶۹۶٫۵۳ کیلومتر مربع مساحت و ۴۷٬۰۹۹ نفر جمعیت دارد.